# Gymnastique aux Jeux africains de 2019
Navigation
2015
Les compétitions de gymnastique aux Jeux africains de 2019 ont lieu du 26 au 29 août 2019 à Rabat, au Maroc. Seules des épreuves de gymnastique artistique sont programmées. 

## Médaillés

### Hommes
| Épreuves                     | Or                                                                                         | Argent                                                                     | Bronze                                                                        |
| ---------------------------- | ------------------------------------------------------------------------------------------ | -------------------------------------------------------------------------- | ----------------------------------------------------------------------------- |
| Concours général par équipes | Algérie Hillal Metidji Mohamed Bourguieg Mohamed Aouicha Ahmed-Anis Maoudj Islem Lettreuch | Égypte Mohamed Moubarak Mohamed Afify Zaid Khater Karim Mohamed Ali Zahran | Maroc Nabil Zouhair Zakariae Setti Ayoub Es Seyaf Nahel Bouanane Anass Naciri |
| Concours général individuel  | Hillal Metidji (ALG)                                                                       | Mohamed Bourguieg (ALG)                                                    | Mohamed Moubarak (EGY)                                                        |
| Sol                          | Ahmed-Anis Maoudj (ALG)                                                                    | Mohamed Bourguieg (ALG)                                                    | Nabil Zouhair (MAR)                                                           |
| Cheval d'arçons              | Uche Eke (NGA)                                                                             | Mohamed Aouicha (ALG)                                                      | Wissem Harzi (TUN)                                                            |
| Anneaux                      | Ali Zahran (EGY)                                                                           | Mohamed Bourguieg (ALG)                                                    | Mohamed Moubarak (EGY)                                                        |
| Saut de cheval               | Mohamed Bourguieg (ALG)                                                                    | Ahmed-Anis Maoudj (ALG)                                                    | Mohamed Moubarak (EGY)                                                        |
| Barres parallèles            | Hillal Metidji (ALG)                                                                       | Zaid Khater (EGY)                                                          | Uche Eke (NGA)                                                                |
| Barre fixe                   | Karim Mohamed (EGY)                                                                        | Hillal Metidji (ALG)                                                       | Mohamed Aouicha (ALG)                                                         |

### Femmes
| Épreuves                     | Or                                                                      | Argent                                                                       | Bronze                                                                                           |
| ---------------------------- | ----------------------------------------------------------------------- | ---------------------------------------------------------------------------- | ------------------------------------------------------------------------------------------------ |
| Concours général par équipes | Égypte Farah Hussein Farah Salem Mandy Mohamed Nancy Taman Zeina Sharaf | Algérie Chama Temmami Lahna Salem Medina Medjahdi Sofia Nair Fatima Mokhtari | Nigeria Amenagawhon Melvin Helen Ocheke Adekemi Adesida Adenike Oyekunle Oluwadamilola Oluwafemi |
| Concours général individuel  | Farah Hussein (EGY)                                                     | Farah Salem (EGY)                                                            | Lahna Salem (ALG)                                                                                |
| Saut de cheval               | Nancy Taman (EGY)                                                       | Farah Salem (EGY)                                                            | Chahed Sakr (TUN)                                                                                |
| Barres asymétriques          | Farah Hussein (EGY)                                                     | Zeina Sharaf (EGY)                                                           | Lahna Salem (ALG)                                                                                |
| Poutre                       | Farah Hussein (EGY)                                                     | Mandy Mohamed (EGY)                                                          | Sofia Nair (ALG)                                                                                 |
| Sol                          | Mandy Mohamed (EGY)                                                     | Nancy Taman (EGY)                                                            | Lahna Salem (ALG)                                                                                |

## Tableau des médailles
| Rang  | Nation  | Or | Argent | Bronze | Total |
| ----- | ------- | -- | ------ | ------ | ----- |
| 1     | Égypte  | 8  | 7      | 3      | 18    |
| 2     | Algérie | 5  | 7      | 5      | 17    |
| 3     | Nigeria | 1  | 0      | 2      | 3     |
| 4     | Maroc   | 0  | 0      | 2      | 2     |
| 5     | Tunisie | 0  | 0      | 2      | 2     |
| Total | Total   | 14 | 14     | 14     | 42    |